# The Dustmen's Outing
The Dustman's Outing è un cortometraggio muto del 1916 diretto da W.P. Kellino.

## Trama
Le disavventure dei netturbini in gita durante un giorno di riposo.

## Produzione
Il film fu prodotto dalla Homeland.

## Distribuzione
Distribuito dalla Globe, il film - un cortometraggio in due bobine - uscì nelle sale cinematografiche britanniche nel dicembre 1916.